# ثلاثي الذيل
ثلاثي الذيل أو فَصّي (الاسم العلمي: Lobotes)، جنس أسماك من الفرخيات مواطنها الأصلية في المياه شبه الاستوائية والاستوائية في جميع المحيطات. هو الجنس الوحيد في فصيلة الفَصّيات.

## الأنواع
الأنواع المعترف بها حاليًا في هذا الجنس هي:
- Lobotes pacificus تشارلز هنري غيلبرت, 1898 (ثلاثي الذيل الهادي)
- ثلاثي الذيل الأطلسي (ماركوس إليسر بلوخ, 1790) (Atlantic tripletail)